# Палестиноведение
Палестиноведение — исследования исторической области Палестины в географическом и археологическом отношениях, включавшие с самого начала:
- с одной стороны, выяснение тех многочисленных данных о Πалестине, которые рассеяны в библейской и талмудической литературе, а также в книгах Иосифа Флавия;
- с другой — близкое ознакомление с современным исследователю состоянием этого региона Леванта (лат. Loca sancta, Св. Земля).[1]

### IV век
В археологическом отношении прекрасным пособием служил словарь названий библейских местностей, составленный в алфавитном порядке Евсевием (IV век) на греческом языке (др.-греч. «Περί τών τοπικών τών έν τή θεία γραφή») и обработанный на латинском языке Иеронимом (V век) под названием «De situ et nominibus locorum Hebraicorum» с дополнениями, но, вместе с тем, с сокращениями. Критически издал эти словари немецкий востоковед Пауль де Лагард под названием «Onomastica sacra» (1887, с. 232 и сл.). В русском переводе И. В. Помяловского именуется: «Евсевия Памфилова, епископа Кесарии Палестинской, О названиях местностей, встречающихся в Священном Писании. Блаженнаго Иеронима, пресвитера Стридонскаго, О положении и названиях еврейских местностей. Около 320 и 388 гг.» (Спб., 1894).
От первой половины IV века (333) сохранилось нечто вроде путеводителя по Палестине, составленного христианином, в котором кратко очерчено путешествие из Бордо (Франция) в Иерусалим и возвращение оттуда через Рим в Милан. Это сочинение известно под названием «Бордосский путник» («Itinerarium Burdigalense» или «St. Hierosplymitanum»).
Настоящим описанием путешествия является сочинение «Peregrinatio s. Silviae ad Loca sancta», где в форме письма описывается путешествие в Св. Землю монахини Эгерии, или Сильвии (около 379—387 гг.).

### VI век
- «De situ terrae sanctae[англ.]» германского архидиакона Феодосия (середины VI в.);
- «Itinerarium[англ.]», составленный пилигримом из Пьяченцы (около 580 г.) и ошибочно приписывавшийся якобы спутнику мученика 303 года Антонина из Пьяченцы и поэтому долго называвшийся по его имени (в русском переводе — «Путник Антонина из Плаценции»).[1]

### VII век
«De locis sanctis libri tres» монаха Адамнана (около 670 г.).

### XII век
Особенное значение для палестиноведения имеют сочинения известных еврейских путешественников Вениамина Тудельского и Петахии Регенсбургского.
Из сочинений древнерусских паломников важно «Житие и хождение Даниила, Русския земли игумена» (1106—1107 гг., издание M. A. Веневитинова, в 2-х частях) и др..

### XIV век
Текст «Кафтор ва-ферах» («Шарик и цветок») Эстори Фархи, жившего после изгнания из Франции в Бейт-Шеане в Палестине и отождествлявшего арабские названия местностей с библейскими.
Интерес представляют письма к своей семье раввина Исаака Хело из Франции, переселившегося в 1334 году в Палестину (его книга, называемая «שבילי דירושלים»; изд. и перев. Кармоли в «Itinéraires de la terre Sainte», Брюссель, 1847).

### XVI век
Только с конца XVI века началась систематическая разработка собранных о Палестине сведений географического и археологического характера; таковы, например, сочинения Кристиана ван Адрихема (1590), Франциска Кварезшия (1639) и др.

### XVIII век
В труде Адриана Реланда «Palaestina ex monumentis veteribus illustrata» (1714) впервые было обращено внимание на надписи.
В середине XVIII века учёные Ричард Поукок, Stephan Schultz, Карстен Нибур и другие предприняли научные путешествия в Палестину.

### XIX век
Главными представителями научного исследования Палестины в XIX века являются:
- Ульрих Зеетцен (1803—1810), открывший в 1806 году источники Иордана;
- англичане Мур и Беке (Messrs Moore & Beke), впервые констатировавшие (март 1837) факт, что Иорданская долина является самой глубокой низменностью земного шара;
- Иоганн Буркхардт (1805—1816);
- Титус Тоблер (с 1849);
- Эдвард Робинсон (1838 и 1852 гг.).[1]

Интересно исследование Иордана и Мёртвого моря, предпринятое американской экспедицией с капитаном Линчем во главе (1848). Для этой цели были построены небольшие суда, обшитые медью и гальваническим железом (чтобы обезопасить их от разъедающих солей Мёртвого моря). Суда были перевезены на дрога из Хайфы через Назарет в Генисаретское озеро, и оттуда экспедиция поплыла на них вниз по Иордану и Мёртвому морю. Результаты этого исследования опубликованы в особом отчете.
Из русских Палестину исследовал А. Норов (1795—1869), «Путешествия» которого по святым местам (1838) выдержали несколько изданий (есть также перевод на немецкий язык). Труды вышеназванных учёных, как и исследования американца В. Томсона, немцев Г. Шуберта и Руссегера, шотландца Вильсона и англичанина Вильяма, обработаны в многотомнике Карла Риттерa «Erdkunde von Asien» (с нем. — ««География Азии»», тома XV—XVII).
Важнейшие французские труды:
- Герен[англ.], «Description géographique, historique et archéologique de la Palestine» (7 томов, 1868—1880);
- Герцог де Люи́нь, «Voyage d’exploration à la mer Morte, à Petra et sur la rive gauche du Jordan» (3 тома, с атласом, 1874—1876).

Еврейский учёный Авраам Лунц был автором работы по топографии Иерусалима и его окрестностей («Иерусалим, Нетивот, Сион»; 1876). Он редактовал и издавал сборники на еврейском и немецком языках «Jeruschalajim» («Jahrbuch zur Beförderung einer wissenschaftlich genauen Kenntniss des jetztigen und des alten Palästina», с 1882), также ряда «Календарей Палестины» (ивр. לוח ארץ ישראל‎), в которых давались сведения о регионе.

## Общества
В 1865 году основано английское палестинское общество «English Palestine Exploration Fund», которое организовало много больших и малых экспедиций в Палестину. Это же общество впервые начало производить раскопки холмов (теллы), скрывающих под собой остатки древних поселений и городов.
В 1877 г. в Лейпциге основано подобное немецкое общество «Deutscher Verein zur Erforschung Palästinas»; в 1881 г. оно командировало в Иерусалим семитолога Германа Гуте для производства раскопок. Оба палестинских общества издали большие карты Палестины.
В 1872—1875 и 1877—1878 гг. английская научная экспедиция, в которой среди прочих участвовали Уилсон, Кондер и Китченер, сделала съемки западной части Палестины. Результаты изложены в большой карте, состоящей из 26 листов (в масштабе 1:63360) и в многотомных мемуарах. Такая же работа была предположена англичанами и для Заиорданья, но появились только один лист карты и один том исследований. Продолжил дело Готлиб Шумахер, который по поручению Германского палестинского общества в 1896—1902 гг. сделал измерения на восток от Иордана.
Оба общества издавали журналы, посвящённые Палестине:
- английский «Quarterly Statement» (с 1869),
- немецкий «Zeitschrift des Deutschen Palästina-Vereins[англ.]» (с 1878).

В России «Императорское православное палестинское общество» учреждено в 1882 году с целью: «поддержания православия в Св. Земле и защиты его от латинской и протестантской миссионерской пропаганды; облегчения православным паломникам путешествия в Палестине и попечения о них в самой Палестине; ознакомления русских с прошедшим и настоящим Св. Земли». Кроме этих задач и учреждения школ в Палестине, общество издавало научные труды по палестиноведению (изданы: Хождения всех 12 древнерусских паломников допетровского периода; 4 древних латинских, до разделения церквей, 11 греческих и 2 южно-славянских паломников, а также отдельные исследования и описания Палестины XIX века). Общество организовывало также научные экспедиции и проводило раскопки в Палестине.

## Учреждения
По образцу своих археологических институтов в Риме (с 1829) и Афинах (1872), немцы учредили (1903) в Иерусалиме «Deutsches Evangelisches Institut für Altertumswissenschaft des Heiligen Landes», под руководством директора (позднее профессора) Г. Далмана. Американцы учредили (1900) собственную «Американскую школу востоковедения и 
палестиноведения».
Большую деятельность на этом поприще обнаруживали также французы-доминиканцы в своей «École pratique d’études bibliques» в Иерусалиме. Все эти институты издают журналы или ежегодники, сообщающие о сделанных открытиях и исследованиях по палестиноведению.